# سيريسين

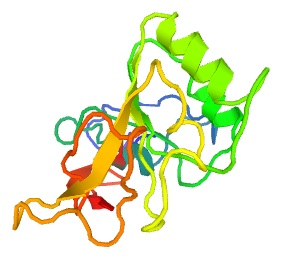
رسم توضيحي لبروتين السيريسين.

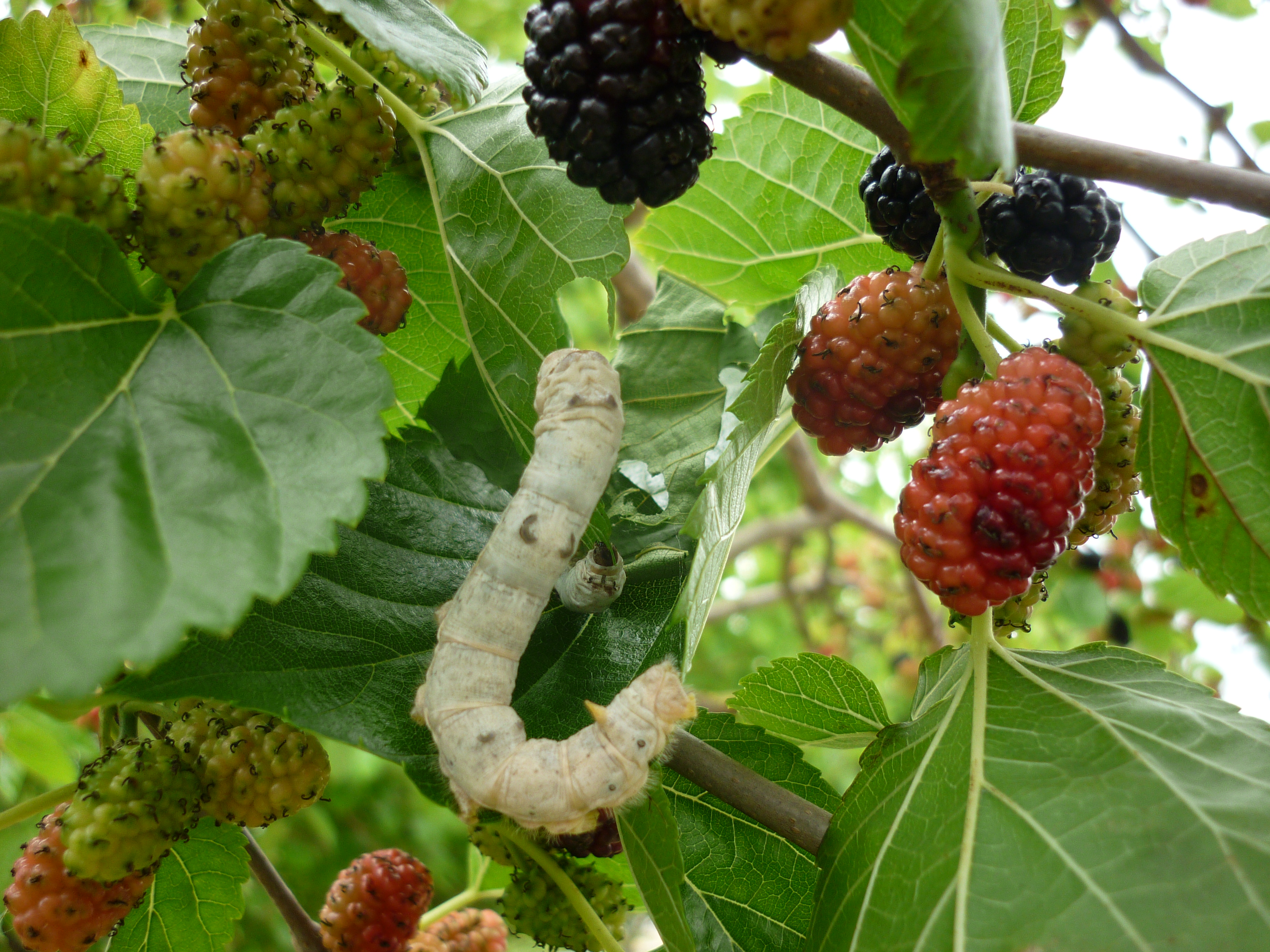
دودة القز التي تفرز الصمغ.

السيريسين أو سرسين هو صمغ تفرزه دودة القز خلال إنتاجها للحرير الذي تبني به شرنقتها، ويتكون الحرير من بروتينين إثنين هما الفيبروين والسيريسين، وتبلغ نسبة الفيبروين 70 إلى 80 بالمائة وتتأرجح نسبة السيريسين بين 20 و30 بالمائة. يُشكل الفيبروين هيكل بنية الحرير بينما يشكل السيريسين طلاءً يربط الألياف ويجعلها تلتصق ببعضها.

## التركيبة
يتكون السيريسين من 18 حمضا أمينيا يشكل السيرين نسبة 32 بالمائة منها. البنية الثانوية عبارة عن لفائف عشوائية، يمكن أن تتحول إلى صحيفة بيتا عن طريق تكرار امتصاص الرطوبة والتمددات الميكانيكية، تعطي روابط الهيدروجين الموجودة في السيرين، ميزة الغراء. تسلسل الجينات المشفرة للسيرين. تحتوي نهايته الكربوكسيلية على تكرارات غنية بالسيرين.
باستخدام الفحص بأشعة غاما، تبين أن ألياف السيريسين تتكون نموذجيا من ثلاث طبقات، وكلها تحتوي على ألياف تنتظم في أنماط اتجاه مختلفة. يمكن أن يختلف الهيكل العام أيضًا بناءً على درجة الحرارة. هناك ثلاثة أنواع مختلفة من السيريسين تشكل الطبقات الموجودة أعلى الفيبروين. سيريسين أ، وهو غير قابل للذوبان في الماء، ويشكل الطبقة الخارجية، ويحتوي على ما يقرب 17٪ من النيتروجين، إلى جانب أحماض أمينية مثل السيرين، وثريونين، وحمض الأسبارتيك، والجليسين. بينما يشكل سيرسين ب الطبقة الوسطى ويشبه تقريبًا سيريسين أ، لكنه يحتوي أيضًا على التربتوفان. وسيريسين ج ويشكل الطبقة الأعمق، وهي الطبقة الأقرب إلى الفبروين والمجاورة له. وهو غير قابل للذوبان في الماء، ويمكن فصل سيريسين ج عن الفيبروين عن طريق إضافة حمض ضعيف ساخن. ويحتوي على البرولين إضافة للأحماض الأمينية التي تشكل السيريسين ب.

## الاستخدامات
أظهرت نتائج مخبرية عن قدرة السيليسيرين بتركيز أقل من 0.1 بالمائة على تحفيز الخلايا البشرية على النمو.